# Acosmium praeclarum
Acosmium praeclarum är en ärtväxtart som först beskrevs av Noel Yvri Sandwith, och fick sitt nu gällande namn av Gennady Pavlovich Yakovlev. Acosmium praeclarum ingår i släktet Acosmium och familjen ärtväxter. Inga underarter finns listade i Catalogue of Life.